# فرد بورچ
فرد بورچ (انگلیسی: Fred Borch؛ زادهٔ ۱ ژانویهٔ ۱۹۵۴) یک وکیل نیروی زمینی ایالات متحده آمریکا با مدرک کارشناسی ارشد در مطالعات امنیت ملی است که به عنوان دادستان ارشد کمیسیون‌های نظامی گوانتانامو خدمت می‌کرد.